# Kloster Pásztó
Das Kloster Pásztó ist eine ehemalige Zisterzienserabtei in der heutigen Gemeinde Pásztó im Komitat Nógrád in Ungarn.

## Geschichte
Das Kloster wurde 1190 oder 1191 von König Béla III. als Tochterkloster von Kloster Pilis aus der Filiation der Primarabtei Clairvaux gegründet. Es fand 1544 wohl nach der Besetzung des Landes durch die Türken faktisch sein Ende. Nach 1814 erfolgte die rechtliche Vereinigung mit Kloster Zirc.

## Bauten und Anlage
Von der mittelalterlichen Klosteranlage sind die Fundamente erhalten. Die Kirche war dreischiffig, die Pfeiler zwischen Mittelschiff und Seitenschiffen sind durch Bäume markiert. Die Schiffe scheinen durch halbrunde Apsiden geschlossen gewesen zu sein, die wohl später rechteckig verlängert wurden. Die Klausur lag rechts von der Kirche, auch von ihr sind Grundmauern erhalten. Östlich schließt sich, den Ostflügel der Klausur teilweise überdeckend, ein großes, wohl nachmittelalterliches Gebäude (möglicherweise aus dem Jahr 1715) an.